# Association constitutionnelle fédéraliste

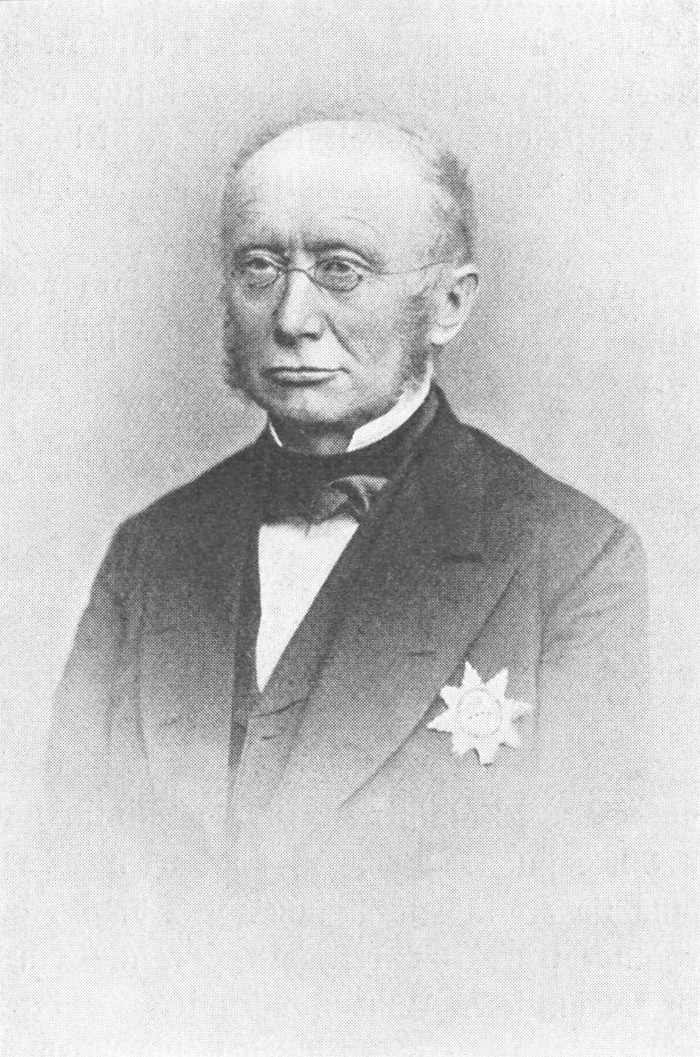
Ludwig Windthorst, de l'ancien royaume de Hanovre, est l'un des dirigeants les plus connus du Parti constitutionnel fédéraliste et plus tard du Zentrum.

L'association constitutionnelle fédéraliste est un groupe parlementaire dans le Reichstag constituant (de) ainsi que dans le Reichstag ordinaire de la Confédération de l'Allemagne du Nord. Il réunit dix-huit députés aux orientations politiques différentes, principalement issus des provinces prussiennes qui n'ont été annexées par la Prusse qu'en 1866 (de).
Le groupe se qualifie de « fédéraliste » parce qu'il réclame un fédéralisme fort au sens d'États individuels forts, et de "constitutionnel" parce qu'il s'engage en faveur de principes constitutionnels garantis par des institutions. Dans l'ensemble, le groupe reste petit et peu important.

## Élections
Aux élections du Reichstag constituant en février 1867, les particularistes nord-allemands obtiennent des résultats étonnamment médiocres. Lors de l'élection du premier Reichstag régulier en août de la même année, l'association électorale constitutionnelle fédéraliste n'a à déplorer que quelques défaites, malgré une campagne électorale peu engagée. Les candidats font face à un manque d'homogénéité dans la faction et à une vague idée de leurs objectifs.

## Députés et faction
L'association est soutenue par des représentants des provinces prussiennes de Hanovre et de Schleswig-Holstein. Ils sont certes unis par le refus de la position hégémonique de la Prusse. Mais il est difficile de trouver une base programmatique au-delà des libertés générales et du constitutionnalisme. Les Augustenbourgeois du Schleswig-Holstein sont libéraux, les Hanovriens « guelfes » conservateurs. Ces derniers s'écartent de leur ancienne position sur la question constitutionnelle hanovrienne, car ils ont besoin d'une base libérale et constitutionnelle pour critiquer le projet de constitution fédérale de Bismarck. Le groupe saxon, qui insiste sur l'autonomie du royaume au sein de l'État fédéral, ne se joint pas à l'union en raison de la situation compromise de la Saxe,.
Officiellement, il n'y a pas de protestation contre les annexions prussiennes. Cependant, l'annexion, perçue comme une injustice, est toujours évoquée. Le programme commun prône la liberté de la presse, de réunion et d'association, ainsi qu'une constitution fédéraliste, un tribunal fédéral et un contrôle parlementaire sur le budget. Lors de la construction d'un État, une large autonomie des États individuels est exigée.

## Fraction
Comme pour l'Association libre (de), la discipline de groupe est faible ; le groupe a choisi de ne pas rendre les décisions majoritaires contraignantes pour les membres. Par conséquent, le nombre de dissidents lors des votes est élevé, seulement dépassé par l'Association libre. De plus, l'Association constitutionnelle fédérale ne fait pas confiance au système de négociation entre délégués d'un même groupe politique sur des questions individuelles. Elle est ainsi exclue des contacts institutionnels au sein du Reichstag constitutif, d'autant plus importants que cet organe constitutionnel ne connaissait pas de commissions. L'association fait certes de nombreuses propositions, mais elle a besoin d'un certain temps de mise en route : le règlement intérieur du Reichstag a été repris de la Chambre des représentants de Prusse et est inconnu des anciens non-Prussiens.
L'association, comme la gauche et l'association libre, est considérée comme opposée à Bismarck. Comme la gauche, elle veut une autorité centrale clairement institutionnalisée et limitée dans son pouvoir. Ils craignent que la situation peu claire que le projet de constitution initial de Bismarck aurait créée sans un ministre responsable n'ait ouvert toutes les portes au centralisme. En outre, une majorité de députés préconisent l'introduction de parlements et certains préconisent la responsabilité ministérielle légale. Lors du vote final sur la constitution fédérale de l'Allemagne du Nord, les dirigeants de l'association constitutionnelle fédéraliste votent non.
Même si Klaus Erich Pollmann concède aux constitutionnalistes fédéraux qu'ils sont devenus la troisième force ayant un poids croissant après les libéraux et les conservateurs : Dans l'ensemble, le groupe reste inefficace. Il souffre des objectifs divergents ou peu clairs de ses membres. Sa relation avec la Constitution fédérale est tendue. Certes, l'association reconnaît  formellement la constitution après son entrée en vigueur, mais l'approbation interne n'est souvent pas acquise. Les Augustebourgeois libéraux en particulier n'auraient pu adopter une attitude positive envers la constitution fédérale que s'ils avaient vu les perspectives d'un plus grand développement libéral allemand.

## Développement après 1870
Les dirigeants catholiques du Reichstag constituant ont voté pour la constitution fédérale et aussi pour la nouvelle constitution en 1870, à l'exception de Hermann von Mallinckrodt et Ludwig Windthorst. Alors que l'association constitutionnelle fédéraliste est encore non confessionnelle, une nouvelle faction se forme en Prusse et au Reichstag en décembre 1870 : le Zentrum. À une époque où le catholicisme se voit de plus en plus confronté au protestantisme comme au libéralisme, et où l'Autriche catholique est définitivement évincée des États allemands, ils préfèrent une telle base confessionnelle.
Alors que les circonscriptions du Schleswig-Holstein sont bientôt représentées par les autres partis, quelques Guelfes protestants restent les hôtes de la faction Zentrum jusqu'en 1912. Puis ils rejoignent le parti allemand hanovrien qui a été fondé en 1869.